# Olga Wladimirowna Rosanowa

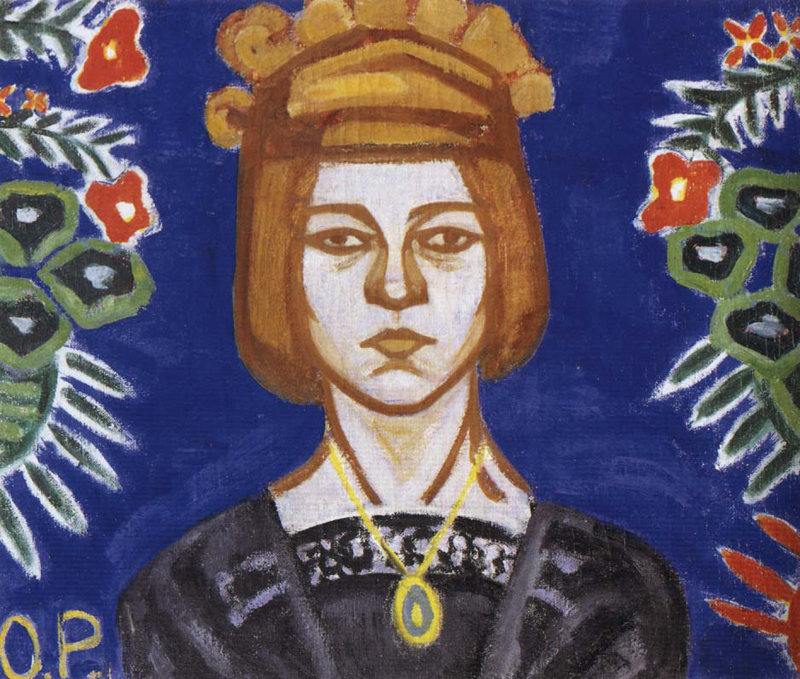
Selbstporträt (1911)

Olga Wladimirowna Rosanowa (russisch Ольга Владимировна Розанова) (* 21. Junijul. / 3. Juli 1886greg. in Melenki, Oblast Wladimir, Russland; † 8. November 1918 in Moskau) war eine russische Malerin, Buchillustratorin, Lyrikerin und Kunsttheoretikerin, deren Werke den Stilen Suprematismus, Neoprimitivismus und Kubofuturismus zugerechnet werden.

## Leben und Werk
Ab 1905 besuchte Rosanowa gemeinsam mit Nadeschda Udalzowa in Moskau eine von den Künstlern Konstantin Juon und Iwan Dudin geleitete Schule.
Parallel dazu absolvierte sie zwischen 1904 und 1912 ein Studium der angewandten Kunst an der Bolschakow-Schule und an der Stroganow-Schule für angewandte Kunst in Moskau. Im Jahre 1910 zog sie von Moskau nach Petersburg um, wo sie ein Gründungsmitglied des Künstlerverbandes „Union der Jugend“ (russisch Союз Молодежи) wurde.
Zwischen 1912 und 1913 folgte ein Studium an der Swanzewa-Kunstschule in St. Petersburg. In dieser Zeit freundete sie sich mit Welimir Chlebnikow und Kasimir Malewitsch an. Zwischen 1911 und 1917 nahm Rosanowa an den Ausstellungen des Verbandes der Jugend teil, sowie an mehreren Avantgarde-Ausstellungen wie Tramway V, 0.10,  Karo-Bube  (russisch Бубновый Валет).
Im Jahre 1913 wurden Zeichnungen Rosanowas für den Lyrikband Ein Entennest von schlechten Wörtern von Alexej Krutschonych für den italienischen Künstler und Begründer des Futurismus Marinetti in die Buchseiten als Bild montiert. Dieses Buchprojekt bedeutete wesentliche Neuerungen für die Typographie und die Buchkunst. Es fasst „sozusagen alle Strömungen der Russischen Avantgarde-Malerei des Jahres 1913 zusammen: neben dem Rayonismus findet man den Neoprimitivismus und Kubofuturismus mit seiner Formenfülle ... Manchmal gibt es eine reine Illustration ohne Text, in der man einen Einfluß des Rayonismus feststellen kann, manchmal - und das ist eine wesentliche Neuheit - besteht das Blatt aus einem handgemalten Text, der von Farbe durchzogen wird.“
Anfang 1914 wurden fünf ihrer Werke auf der von Marinetti in Rom veranstalteten „Internationalen Futuristenausstellung“ gezeigt, so auch die Illustrationen zum Buch „Entennest“ ihres Mannes Alexej Krutschonych Dichter des Futurismus, den sie 1916 heiratete.
Im Jahre 1915 wandte sie sich der gegenstandslosen Kunstform zu und arbeitete 1916 an der ersten (unveröffentlichten) Nummer der suprematistischen Zeitschrift „Supremus“ mit.
Im Jahr 1918 wurde sie Mitglied in der Abteilung Industriekunst des ISO (russ. Изобразительный Отдел) und arbeitete an der SWOMAS in verschiedenen Provinzstädten. In Bogorodsk fertigte sie zusammen mit Alexandra Exter Entwürfe für Textilien. Außerdem wirkte sie bei verschiedenen Aktionen des Proletkult mit. Die Zusammenarbeit mit Rodschenko führte zu einem immer abstrakteren Arbeitsstil, die Kompositionen wurden aus der visuellen Gewichtung und Zusammenspiel von Farben erstellt. Die Erste Russische Kunstausstellung Berlin 1922 zeigte ihre Gemälde Komposition, Suprematismus, Fugur aber auch andere Werke wie Suprematische Dekoration, Buchblätter und Stickereientwürfe.
In ihren letzten Jahren war Rosanowa vor allem auf den Gebieten Design, Mode und Buchillustration tätig.
Im Jahre 1918, im Alter von 32 Jahren, wurde sie Opfer einer Diphtherie-Epidemie in Russland.
Ein achtlos weggeworfenes konstruktivistisches Bild von Olga Rozanowa erweckte 1946 bei George Costakis das Interesse an der russischen Avantgarde. Daraufhin erwarb er auch die Werke weiterer Künstler.

## Werke (Auswahl)
- 1910 Stadtlandschaft
- 1913 Zeichnungen für den Lyrikband Ein Entennest von schlechten Wörtern von Alexej Krutschonych, Collage, Gouache, 91 × 67 cm, Sammlung Marinetti, Rom – Galerie Gmurzynska, Köln – 1982 Sammlung Ludwig, Köln
- 1915 Metronom, Öl, 52,2 cm × 41 cm, Tretjakow-Galerie, Moskau
- 1916 Der Universale Krieg, Album von Alexej Krutschonych mit 12 farbigen Collagen von Olga Rozanowa, Galerie Gmurzynska, Köln – 1980 Sammlung Ludwig, Köln, Dep. Slg. L 1989/516
- 1916 Writing Desk
- Rote Fahne (um 1916; 41 × 51 cm; Privatsammlung)

## Galerie

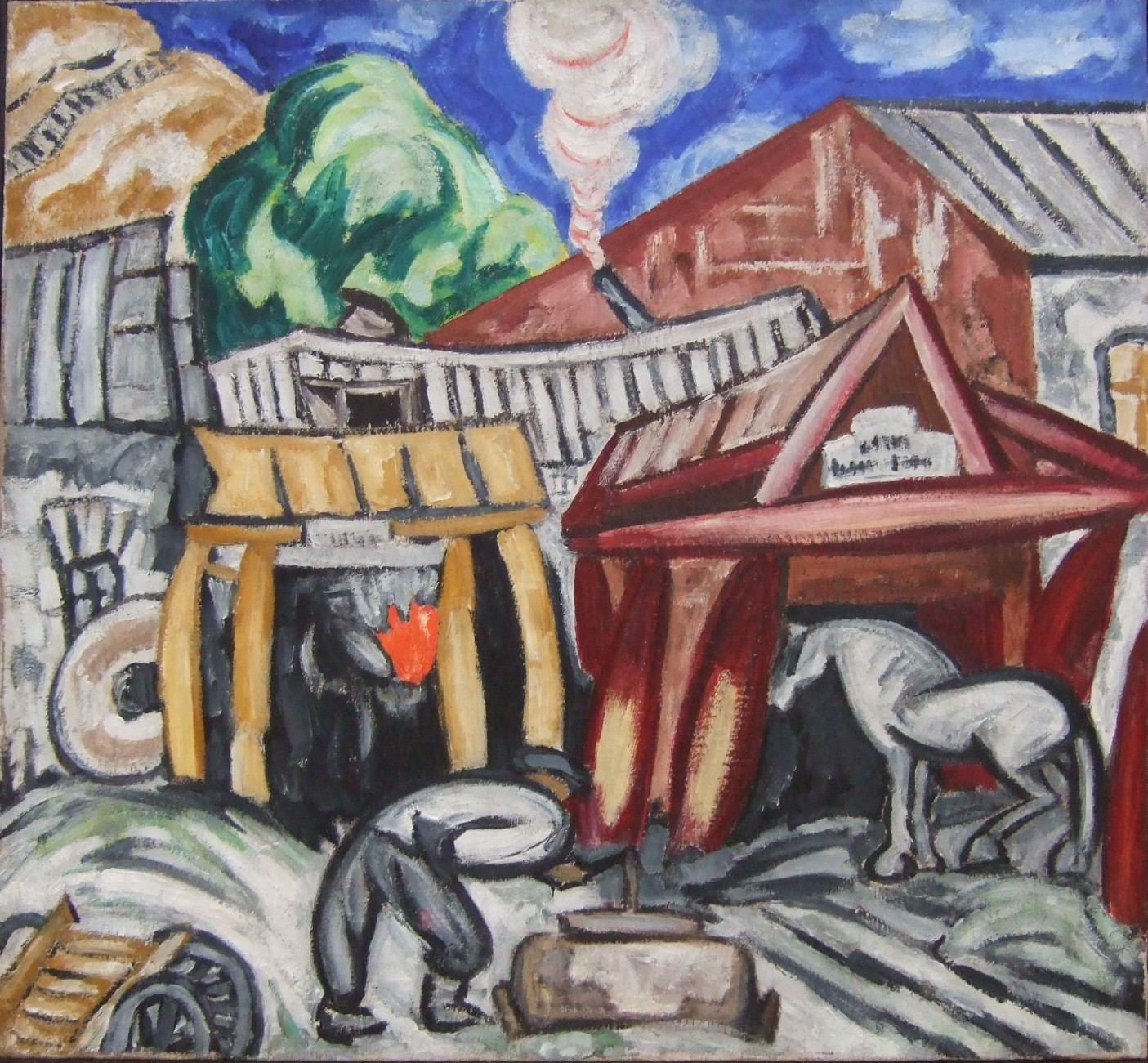
Die Schmiede (1912)
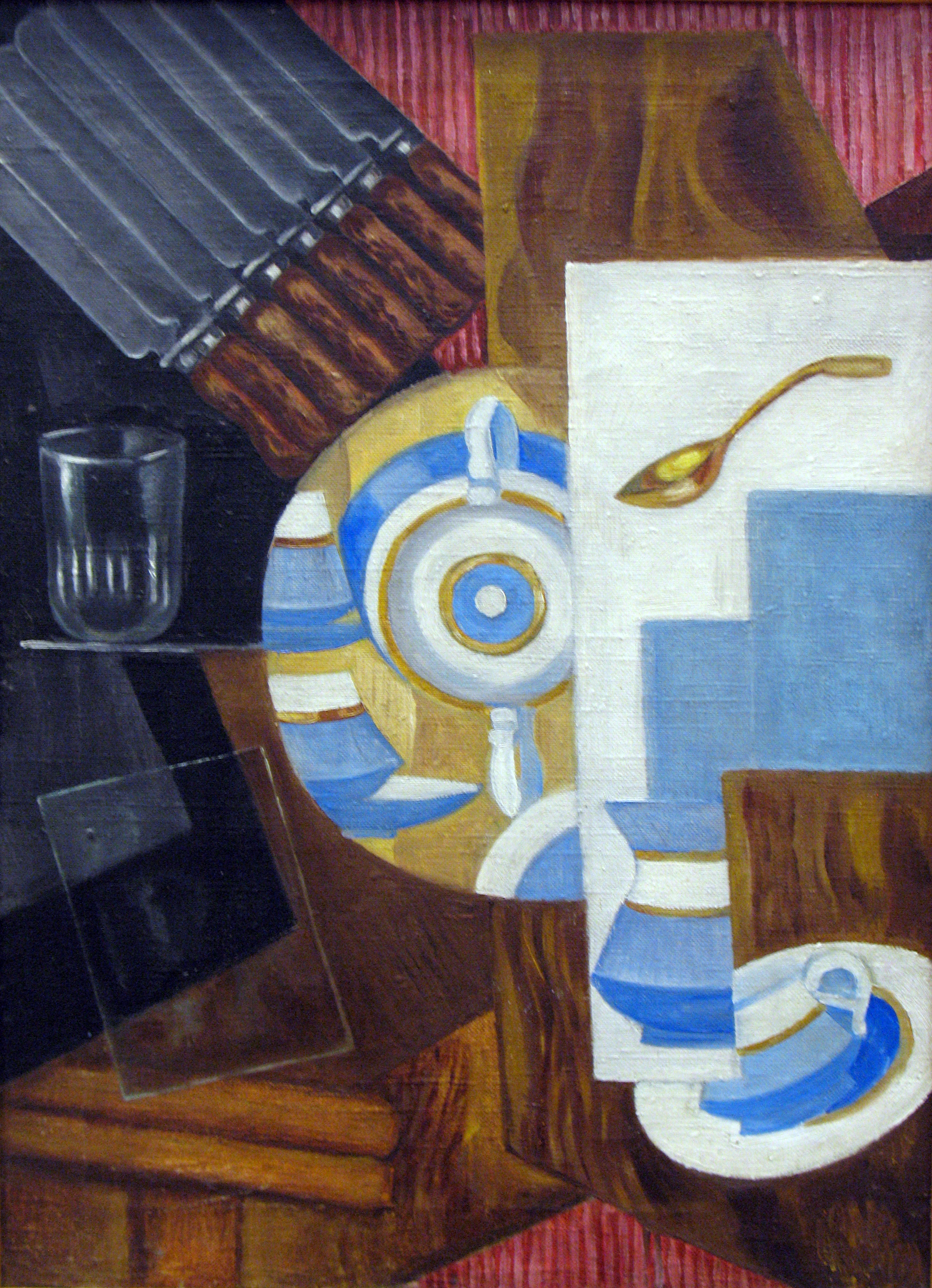
Sideboard mit Geschirr (1915)
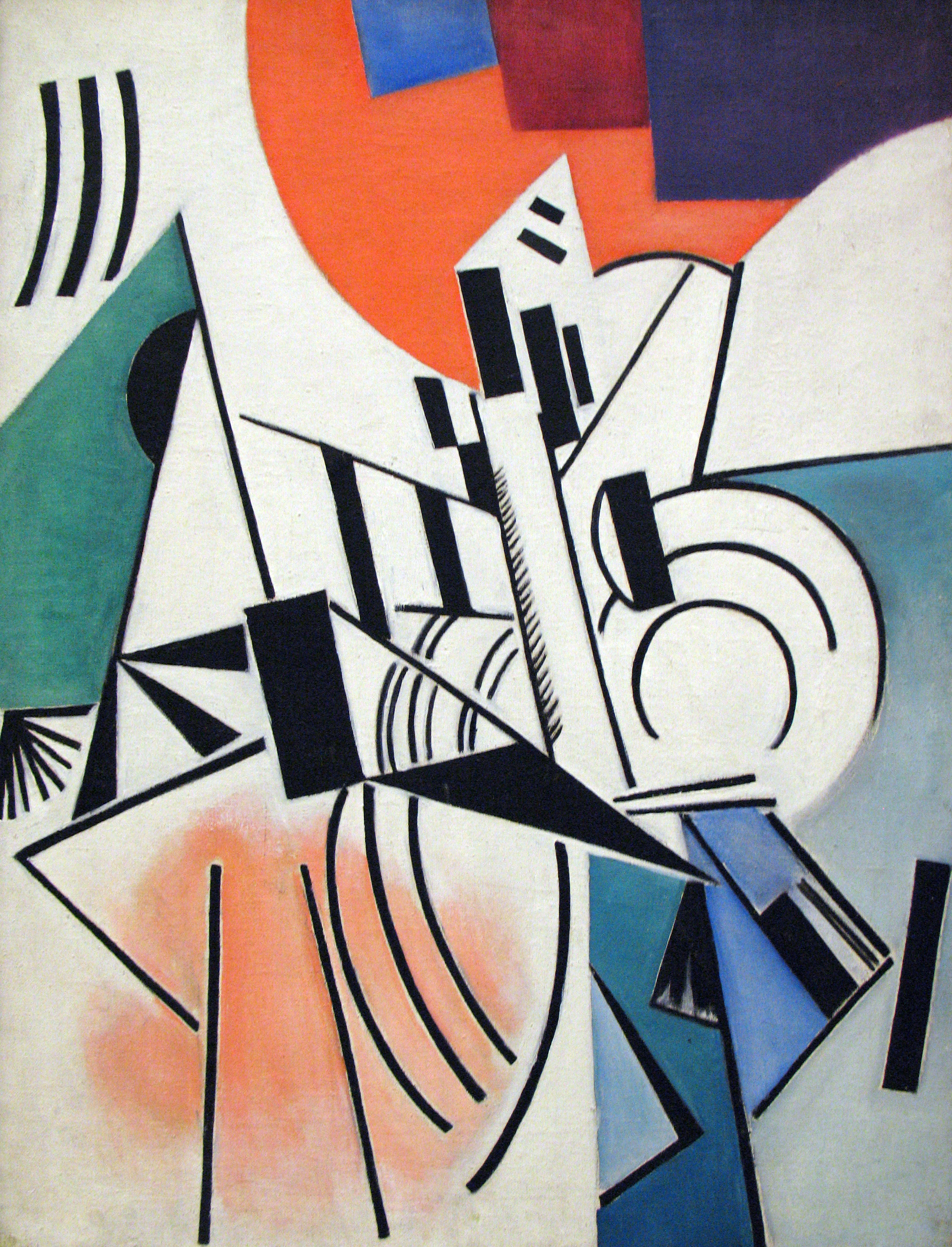
Suprematismus (1916)
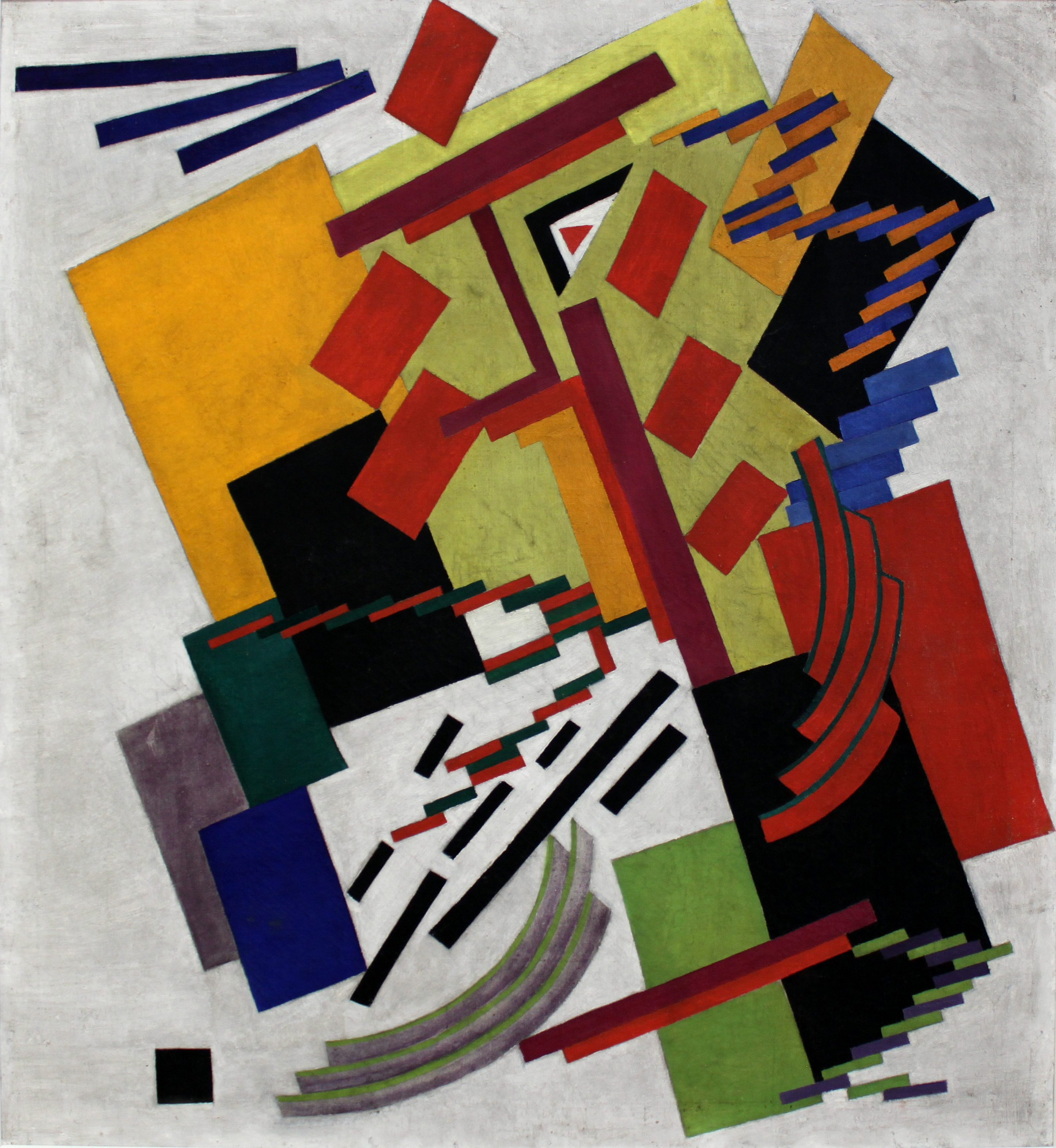
Abstrakte Komposition (1916)
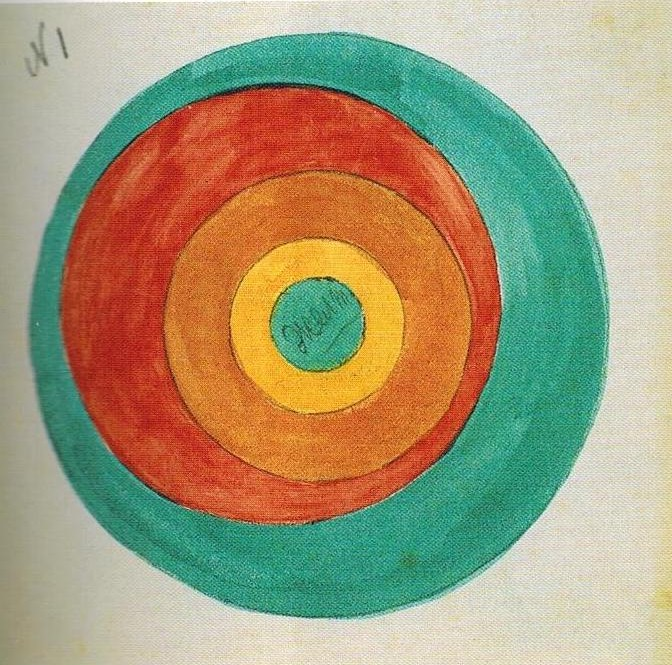
Studie (1917)

## Ausstellungen
- 1980 Künstlerinnen der Russische Avantgarde 1910-1930, Galerie Gmurzynska, Köln
- 1986 Russische Avantgarde 1910-1930 Sammlung Ludwig Köln, Kunsthalle Köln

## Sammlungen
- Tretjakow-Galerie, Moskau
- Russisches Museum, Sankt Petersburg
- Sammlung des Museum Ludwig, Köln